# Cornelius van Wyk

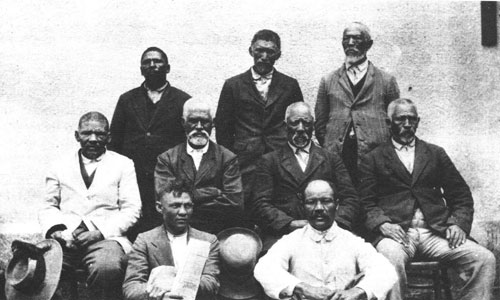
Cornelius van Wyk (mittlere Reihe, 2. v. l.; 1915)

Cornelius van Wyk († 25. April 1924 in Rehoboth, Südwestafrika) war von 1905 bzw. 1914 bis 1924 zweiter Kaptein der Rehoboth Baster.
Cornelius van Wyk folgte seinem Vater Hermanus van Wyk im Amt des Kaptein. Die deutsche Kolonialmacht lehnte nach dem Tod von Hermanus 1905 die Anerkennung eines Nachfolgers ab. Sie setzte stattdessen den Basterrat ein. Cornelius übernahm indirekt das Amt des Kaptein 1905, offiziell aber erst 1914.
1915 lehnten sich die Baster, die mit dem Deutschen Reich knapp 30 Jahre vorher einen Schutzvertrag geschlossen hatten, gegen die Schutztruppe für Deutsch-Südwestafrika auf. Zuvor hatte sich van Wyk mit dem Premierminister der Südafrikanischen Union Louis Botha getroffen. Der Aufruhr endete schlussendlich, nachdem unter anderem die Ehefrau und Kinder von Cornelius getötet worden waren, in einer Schlacht bei Sam Khubis. Dieser Ort befindet sich in der Anerkennung (Stand 2013) als Nationaldenkmal Namibias.
Unter Cornelius van Wyk wurde am 9. Juli 1915 die faktische Unabhängigkeit des Rehoboth Gebiet als „Homeland“ durch die Südafrikanische Union genehmigt.
Sein Nachfolger als Kaptein wurde 1924 Albert Mouton.